# 742
| [ Edytuj tabelę ]          |                                                      |
| Król Asturii               | - 739 Alfons I 757                                   |
| Cesarz Bizancjum           | - 741 Artabasdes 743 - 741 Konstantyn V Kopronim 775 |
| Chan Bułgarii              | - 738 Sewar 753                                      |
| Cesarz Chin                | - 712 Tang Xuanzong 756                              |
| Król Essexu                | - 709 Saelred 746                                    |
| Król Franków               | - 742 Childeryk III 751                              |
| Cesarz Japonii             | - 724 Shōmu 749                                      |
| Kalif                      | - 724 Hiszam 743                                     |
| Patriarcha Konstantynopola | - 730 Anastazy 754                                   |
| Król Longobardów           | - 712 Liutprand 744                                  |
| Król Mercji                | - 716 Aethelbald 757                                 |
| Król Nortumbrii            | - 737 Eadbert 758                                    |
| Papież                     | - 741 Zachariasz 752                                 |
| Doża Wenecji               | - 726 Orso Ipato 742 - 742 Teodato Ipato 755         |
| Król Wessexu               | - 740 Cuthred 756                                    |

Rok 742 / DCCXLII
stulecia: VII wiek ~
VIII wiek ~
IX wiek

lata: 732 «
737 «
738 «
739 «
740 «
741 «
742
» 743
» 744
» 745
» 746
» 747
» 752

## Wydarzenia
- Teodato Ipato został dożą Wenecji[1].

## Urodzili się
- 2 kwietnia (lub 747[2][3]) Karol Wielki, cesarz imperium frankijskiego[4][5]

## Zmarli
- Abd al-Malik ibn Katan al-Fihri, gubernator arabski
- (lub 740) - Święty Akka, biskup Hexham
- Áed Balb mac Indrechtaig, król Connacht (Irlandia)
- Balj ibn Bishr al-Qushayri, arabski generał i gubernator
- Cathal mac Finguine, król Munster (Irlandia)[6]
- Itzamnaaj Bahlam III, władca miasta Yaxchilán (ur. 647)
- Lutfryd, książę Alzacji (data przybliżona)
- Niu Xianke, kanclerz z dynastii Tang (ur. 675)
- Ōno no Azumabito, japoński samuraj i urzędnik
- Orso Ipato, według tradycji doża Wenecki
- Wang Zhihuan, chiński poeta (ur. 688)